# Cách mạng khoa học
Trong lịch sử khoa học, cuộc cách mạng khoa học là một giai đoạn phát sinh nhiều ý tưởng mới về vật lý, thiên văn học, sinh học, giải phẫu học con người, hóa học, và các ngành khoa học khác dẫn tới sự loại bỏ các học thuyết được đưa ra từ thời Hy Lạp cổ đại đến thời Trung cổ, và đặt nền móng cho khoa học hiện đại. Theo các học giả, cách mạng khoa học bắt đầu từ việc xuất bản hai công trình làm thay đổi diện mạo của khoa học vào năm 1543 và tiếp tục ảnh hưởng cho đến cuối thế kỷ 17 bao gồm công trình của Nicolaus Copernicus là De revolutionibus orbium coelestium (On the Revolutions of the Heavenly Spheres) và công trình của Andreas Vesalius De humani corporis fabrica (On the Fabric of the Human body).
Nhà triết học và sử gia Alexandre Koyré đã đặt ra thuật ngữ scientific revolution (cách mạng khoa học) vào năm 1939 để mô tả giai đoạn này.
Cách mạng khoa học làm biến đổi về chất lực lượng sản xuất, biến khoa học kĩ thuật thành nhân tố chủ đạo của sự phát triển nền sản xuất xã hội, thành lực lượng sản xuất trực tiếp, dẫn đến sự biến đổi cách mạng trong cơ sở vật chất kĩ thuật của xã hội, trong tính chất và phân công lao động xã hội. Cách mạng khoa học tác động đến mọi mặt của đời sống xã hội, đòi hỏi người lao động phải ngày càng nâng cao trình độ học thức chuyên môn, trình độ văn hoá, tổ chức, làm thay đổi thói quen, tập quán; thúc đẩy mạnh mẽ sự phát triển kinh tế, văn hoá xã hội.

## Cách mạng khoa học hiện đại
Những phát minh trong khoa học cuối thế kỉ 19 đầu thế kỉ 20 là tiền đề của cuộc cách mạng khoa học hiện đại. Cuộc cách mạng trong giai đoạn này bao gồm sự ra đời của máy tính điện tử thế hệ mới được sử dụng trong mọi hoạt động kinh tế và đời sống xã hội, việc phát minh ra vật liệu mới, những dạng năng lượng mới và công nghệ sinh học, phát triển tin học. Đặc trưng cơ bản của giai đoạn này: 
- Sự phát triển của ngành năng lượng mới.
- Những vật liệu mới cho phép đổi mới và chế tạo những máy móc mới, trong đó có các tên lửa cực mạnh mở ra kỉ nguyên vũ trụ.
- Cách mạng sinh học.
- Máy tính có thể làm hàng triệu đến vài tỉ phép tính trong một giây.

Việc áp dụng những công nghệ hoàn toàn mới đã tạo điều kiện cho sản xuất phát triển theo chiều sâu, giảm tiêu hao năng lượng và nguyên liệu, giảm ô nhiễm môi trường, nâng cao chất lượng sản phẩm và dịch vụ, thúc đẩy mạnh mẽ sự phát triển của sản xuất. Trong giai đoạn trước, máy móc thay thế lao động cơ bắp; trong giai đoạn cách mạng tin học, máy tính làm nhiều chức năng của lao động trí óc. Một đặc điểm nổi bật của cuộc cách mạng khoa học ở giai đoạn này là nó diễn ra trên cơ sở những thành tựu của khoa học hiện đại, trên cơ sở kết hợp rất chặt chẽ khoa học và kĩ thuật, khoa học và sản xuất vật chất. Song song với việc đi sâu vào từng khoa học riêng lẻ là sự xuất hiện của những lý thuyết ngày càng bao trùm hơn, của càng nhiều khoa học cụ thể khác nhau, cho phép sử dụng các thành tựu của khoa học này phục vụ khoa học kia, dù các ngành khoa học có khi rất xa nhau. Cho nên ngày nay, sản xuất chịu ảnh hưởng không phải là của những ngành khoa học riêng biệt nữa. Các thành quả của sản xuất là sản phẩm của một phạm vi nghiên cứu rộng lớn, và ngày càng rộng lớn hơn, bao trùm không chỉ các ngành khoa học tự nhiên, kĩ thuật và công nghệ, mà còn cả các ngành khoa học xã hội nữa: kinh tế học, quản lý sản xuất, quản lý xã hội, xã hội học, tâm lý học xã hội, mĩ học sản xuất, dự báo tiến bộ xã hội và khoa học kĩ thuật.